# Ernst Papanek

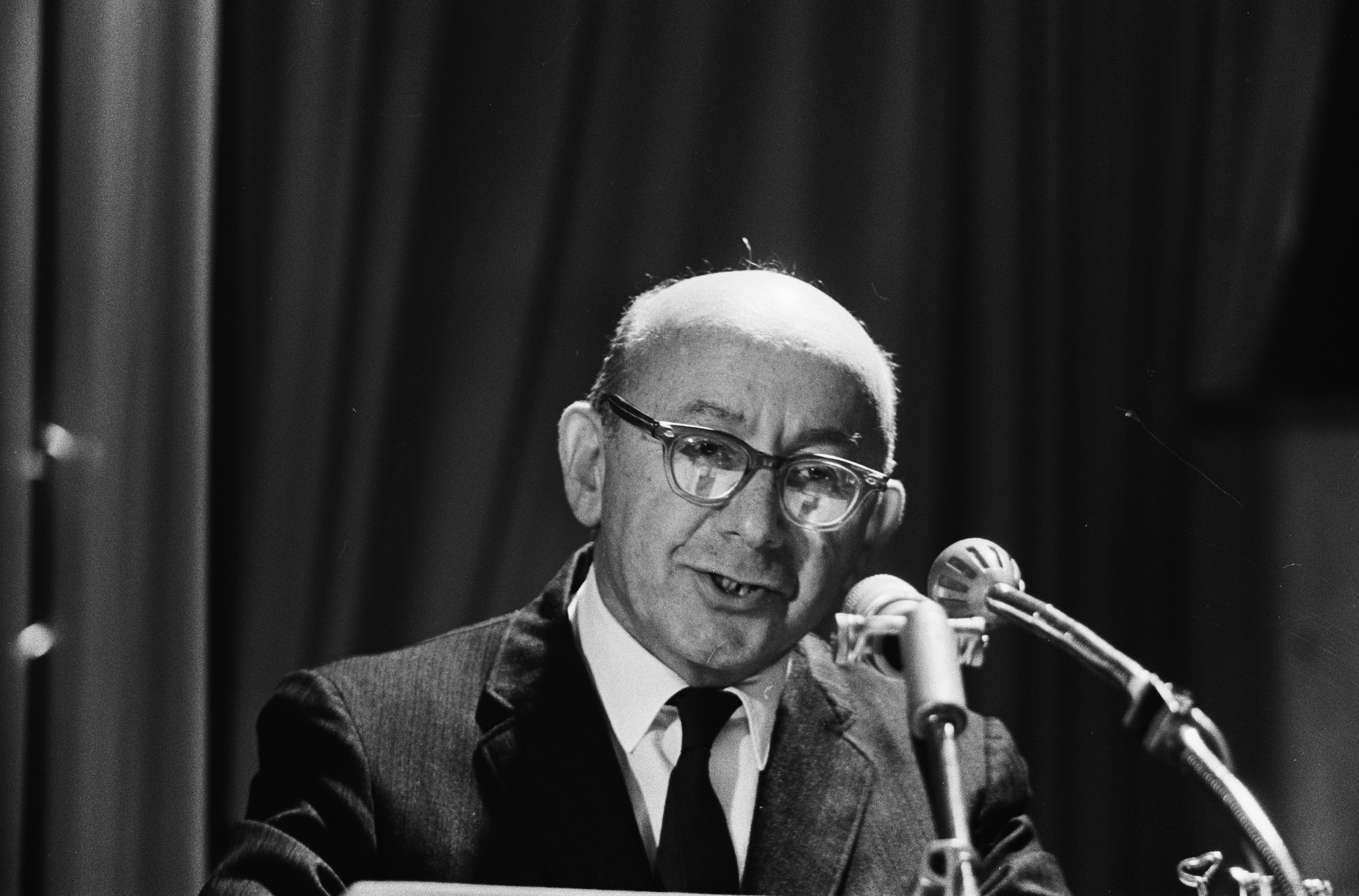
Ernst Papanek (1963)

Ernst Papanek (* 20. August 1900 in Wien, Österreich-Ungarn; † 5. August 1973 ebenda) war ein austroamerikanischer Pädagoge, Sozialist, Retter jüdischer Kinder im Zweiten Weltkrieg und Professor für Erziehungswissenschaft an der City University of New York.

## Leben
Ernst Papaneks Eltern waren Johann Papanek und Rosa, geborene Spira. Johann Papanek war aus Mähren nach Wien eingewandert und arbeitete als Händler. Seine Frau Rosa war Schneidergehilfin. Die Ehe wurde 1898 in der Synagoge Wien-Fünfhaus geschlossen. Ernst Papanek wuchs mit zwei Schwestern auf. Ernst Papanek besuchte das Realgymnasium im Wiener 14. Bezirk. Ab 1919 studierte er zunächst einige Semester lang Medizin und Psychologie, um sich 1925 dem Studium der Erziehungswissenschaft am Pädagogischen Institut der Universität Wien zuzuwenden. Er beendete das Studium erfolgreich im Jahr 1927. 1919 war er zunächst Lehrer, später dann Direktor des Landeserziehungsheims Harthof, das bis 1926 bestand. Dieses Landerziehungsheim war von der Pädagogin Eugenie Schwarzwald (1872–1940) ins Leben gerufen worden. Papanek beteiligte sich 1919 aktiv an der Wiener Schulreform, die durch Otto Glöckel (1874–1935) angestoßen wurde.
Ernst Papanek trat im Ersten Weltkrieg dem „Verband jugendlicher Arbeiter“ bei. 1919 wurde er Funktionär der Sozialistische Arbeiter-Jugend (SAJ) und war 1934 deren letzter Verbandsvorsitzender. Von 1931 bis 1933 war Papanek Landesobmann im Bildungsausschuss in Wien, von 1932 bis 1934 war er Sozialdemokratischer Gemeinderat in Wien. Zusammen mit seiner Ehefrau gehörte Papanek zum Kreis um Alfred Adler (1870–1937). Alfred Adler wiederum gehörte, neben Sigmund Freud, zu den Gründungsmitgliedern der „Psychologischen Mittwoch-Gesellschaft“ in Wien. Nach den Februarkämpfen 1934 floh Papanek nach Brünn in die Tschechoslowakei, da man ein Todesurteil über ihn verhängt hatte. Im spanischen Bürgerkrieg lernte er Genossen kennen, die die Sozialdemokratie in Europa prägen sollten wie beispielsweise den späteren Ministerpräsidenten Dänemarks, Hans Christian Svane Hansen (1906–1960), sowie den späteren schwedischen Außenminister, Torsten Nilsson (1905–1997). 1938 floh er weiter nach Paris, wo er seine Frau wieder traf. Schließlich gelang ihm 1940 die Flucht vor den Nationalsozialisten über Portugal in die USA.
In Frankreich leitete Papanek, gemeinsam mit seiner Frau Helene, vier Heime für jüdische Flüchtlingskinder in Montmorency bei Paris. Er konnte einem Großteil dieser Kinder zur Flucht in die USA verhelfen.
In den USA wurde Ernst Papanek Mitglied der „American Socialist Party“. 1943 absolvierte er einen Masterabschluss an der „School of Social Work“ der „Columbia University“. Als Sozialarbeiter arbeitete er zunächst für verschiedene Kinderhilfswerke. Außerdem leitete er eine Schule für straffällig gewordene Jugendliche. Diese Schule war ein Herzensprojekt der First Lady Eleanor Roosevelt. 1958 erfolgte die Promotion über die Wiener Schulreform. 1959 bis 1971 wurde Papanek auf eine Professur für Pädagogik an das Queens College, City University New York (CUNY), berufen. Von 1959 bis 1969 war er Vorsitzender der „International Society of Adlerian Psychology“. Er verstarb im August 1973 bei einem Besuch seiner Heimatstadt Wien, die er stets vermisst hatte.

### Familie
1925 heiratete Ernst Papanek die Fachärztin für Neurologie und Psychologin Helene Goldstern. Aus der Ehe gingen zwei Söhne hervor, der Ökonom Gustav Fritz Papanek (1926–2022) und Georg (* 1931).

### Rezeption
Die deutsche Erziehungswissenschaftlerin Inge Hansen-Schaberg (* 1954) forschte zu Ernst Papanek. Die erste Biographie zu Papanek wurde von Lilly Maier geschrieben, die Ernst Papanek als eine „vergessene Ikone der österreichischen Pädagogik“ bezeichnete.

## Ehrung
- 1978 wurde Papanek Namenspatron für den Ernst-Papanek-Hof im 15. Wiener Gemeindebezirk.

## Schriften

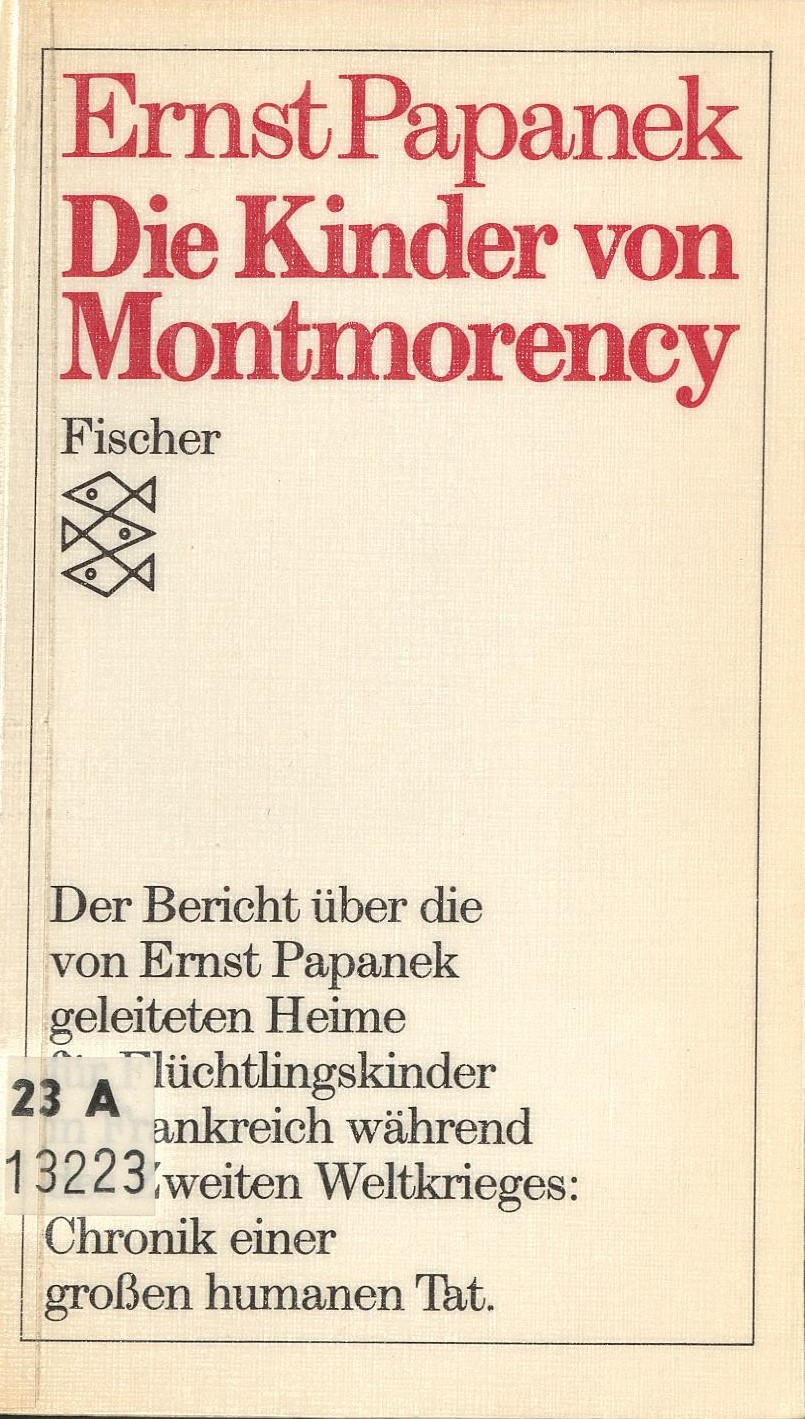
Die Kinder von Montmorency (1983)

- Ernst Papanek: Die Kinderfürsorge der „OSE“: 500 Refugeekinder aus Frankreich wollen nach U.S.A. In: Aufbau, Bd. 7, 7. Februar 1941, Nr. 6:8.
- Ernst Papanek, Edward Linn: Out of Fire. New York: William Morrow, 1975
  - Ernst Papanek: Die Kinder von Montmorency. Übersetzung Bettina Hirsch. Teilweise gekürzt. Fischer 1983.
- Inge Hansen-Schaberg (Hrsg.): Ernst Papanek: Pädagogische und therapeutische Arbeit: Kinder mit Verfolgung-, Flucht- und Exilerfahrungen während der NS-Zeit, digitale Originalausgabe, Böhlau Köln et al., 2015.